# 양인영
양인영(梁仁英, 1995년 3월 13일~)은 대한민국의 농구 선수이다. 한국여자프로농구(WKBL) 부천 하나원큐 소속으로 포지션은 센터이다. 전 농구 선수 문경자가 그의 어머니이고 언니 양지영 또한 농구 선수이다.

## 경력

### 프로
2012-2013 시즌 드래프트에서 1라운드 5순위로 인천 신한은행 에스버드에 입단하였다.

### 국가대표팀
2011년 FIBA U16 아시아선수권에 대표팀에 선발되어 평균9.4득점을 기록하며 준우승을 하였다.
2012년 FIBA U17 세계선수권에 선발되어 평균 4득점, 3.7리바운드, 0.4어시스트를 기록하고 팀은 9위를 하였다.
2021년 FIBA 아시아컵에서 처음으로 성인 국가대표에 선발되었다. 팀은 4위를 하였다.
2022년 FIBA 여자 월드컵에서도 국가대표에 선발되었다. WNBA MVP출신인 존쿠엘 존스를 상대로 밀리지 않는 활약을 펼쳤다.

## 참조
1. ↑  “모녀가 대이어 같은팀에서 뛰니 신기해요”